# Volverte a ver (álbum de Luciano Pereyra)
Volverte a ver es el sexto álbum del cantante argentino Luciano Pereyra. El primer corte de difusión fue "El vestido rojo", acompañado de un videoclip en el cual participaron la modelo Sofia Zámolo y el actor Osvaldo Laport.

## Canciones
| Volverte a ver |                            |                                               |          |  |
| N.º            | Título                     | Escritor(es)                                  | Duración |  |
| 1.             | «Si me pudieras ver»       | Luciano Pereyra                               | 4:02     |  |
| 2.             | «Yo te quería querer»      | Amaury Gutiérrez · Michelle Fragoso           | 3:21     |  |
| 3.             | «Quién nos dijo»           | Luciano Pereyra · Adrián Posse · Bob Benozzo  | 3:20     |  |
| 4.             | «Qué mundo loco»           | Luciano Pereyra · Adrián Posse · Roberto Livi | 4:01     |  |
| 5.             | «Sin tu amor»              | Adrián Posse · Cynthia Posse · Bob Benozzo    | 3:04     |  |
| 6.             | «Parecido a mí»            | Luciano Pereyra · Adrián Posse · Roberto Livi | 3:04     |  |
| 7.             | «El vestido rojo»          | Ale Sergi                                     | 3:07     |  |
| 8.             | «Si pudiera dejarte»       | Luciano Pereyra · Adrián Posse · Roberto Livi | 3:56     |  |
| 9.             | «Nunca muere un gran amor» | Rudy Pérez                                    | 4:10     |  |
| 10.            | «A destiempo»              | Luciano Pereyra                               | 4:55     |  |